# Al Lirvat
Albert „Al“ Lirvat (* 12. Februar 1916 in Pointe-à-Pitre, Guadeloupe; † 30. Juni 2007 in Paris) war ein französischer Musiker (Posaune, Gitarre), Bandleader und Komponist des Jazz und der karibischen Tanzmusik.

## Leben und Wirken
Lirvat lernte als Kind zunächst Mandoline und Banjo; schon während seiner Schulzeit hatte er eine erste eigene Formation. Mit sechzehn Jahren komponierte Albert den Biguine-Song „Touloulou“, der sein bekanntestes Stück werden sollte. Als Ingenieursstudent kam er Ende 1935 nach Paris, wo er als Gitarrist mit Musikern der traditionellen Musik der Antillen spielte.
Mit Ausbruch des Zweiten Weltkriegs ging er zur französischen Armee und wurde in Martinique stationiert, wo er mit Musikern wie dem Schlagzeuger Ti Jo Balustre und dem Trompeter Maurice Longrais spielte und das Stück „A Dans Paille La“ schrieb. Nach seiner Verlegung nach Rochefort (Charente-Maritime), wo er einen Offizierslehrgang besuchte, nahm er Kontakt mit befreundeten Musikern auf. 
1941 spielte Albert Lirvat im Orchester von Félix Válvert und wechselte zur Posaune als Hauptinstrument. Als Posaunist wirkte er auch bei Konzerten des Hot Club de France mit. Schließlich verließ er mit den Musikern des Valvert-Orchesters das besetzte Frankreich und setzte sich in die Zone Libre des Vichy-Regimes ab. In seiner nun gegründeten Gruppe spielten außer Valvert noch die Saxophonisten Robert Mavounzy, Eugène Delouche, Emilio Clothilde, der kubanische Bassist Albert Borgiano, der Schlagzeuger Fred Alexis und der Pianist Claude Martial. Ende 1942 bekam Lirvat ein Engagement im L'Odéon in Marseille, wo er auch Edith Piaf begleitete. 
Nach seiner Rückkehr nach Paris 1944 wurde er von Mavounzy in dessen Band geholt, die in der Brasserie La Cigale auftrat, nach der Befreiung der Stadt einer der wichtigen Spielstätten des Jazz, auch von vielen amerikanischen Musikern besucht. 1945 spielte Lirvat im Cabaret Villa d'Este vorwiegend mit Musikern von den Antillen, so mit Moune de Rivel, Roland Paterne und Denis Ancedy, 1946 gemeinsam mit Sam Castendet.
Im Jahr 1950 nahm  Al Lirvat unter eigenem Namen seine Biguine-Komposition „Wabap“ auf;  1954 leitete er die Hausband im La Cigale; für  Pathé entstanden Aufnahmen. Anfang der 60er Jahre begleitete er mit seinem Orchester Josephine Baker im Olympia, ging auf eine Afrika-Tournee und wirkte bei dem Film Paris Blues mit. Zu seinen Bandmitgliedern gehörte auch der Gitarrist André Condouant. 1965 bildete er mit Barel Coppet und Pierre Chonchon das Trio of Islands; 1968 entstand das Album Biguine tout bonnement. 
Nach einem weiteren Engagement im Cigale während der 1970er Jahre wirkte er an der Entstehung des Musikstils Zouk mit und komponierte „Soso Cadence Lypso“. 1985 kommt es zur Wiederbelebung des Trios Wabap mit José Benjamin und Marcel Dorina, die vor allem in Hotels und Restaurants auftreten. 1987 erschien sein Zouk-Album Dance with Antillais, 1990 Paris Black. 1990 trat er auf dem ersten Jazz-Festival von Pointe-a-Pitre mit dem Saxophonisten Ti Marcel Louis-Joseph auf. 
In seinen späteren Jahren machte er vor allem mit seinen Kompositionen, die der traditionellen Musik der Antillen und Guyanas entlehnt sind, aufmerksam. Zu seinen weiteren bekannten Kompositionen gehören „Doudou Pas Pleuré“, „Ce Ou Même Qui l'Anmou“, „Mi-Belle Journée“ und „Moune A Ou Cè Moune A Ou“. 1955 nahm er mit seiner Cigale-Band ein Album mit Benny Waters auf. 
Lirvat, der in Frankreich vor allem als Komponist und Doyen der Musik der Antillen gilt, starb 2007 im Alter von 91 Jahren.

## Diskographische Hinweise
- Al Lirvat Cigal's Band featuring Benny Waters (Frémeaux et Associés, 1955)
- Wabap (2003)